# Il cavaliere senza testa (film 1972)
Il cavaliere senza testa (Всадник без головы) è un film del 1973 diretto da Vladimir Vajnštok.

## Trama
A metà del XIX secolo, dopo una sanguinosa guerra con il Messico, gli americani iniziarono a conquistare il vasto territorio del Texas. Il nuovo proprietario dell'hacienda Casa del Corvo non sta bene. Inoltre, si verifica un evento terribile: suo figlio scompare senza lasciare traccia. Il sospetto di omicidio ricade sul giovane mustanger Maurice Gerald, di cui è innamorata la figlia del proprietario. Quando sembra che l'esecuzione sia inevitabile, improvvisamente appare il principale testimone del delitto.